# Kangler
Kangler je priimek v Sloveniji, ki ga je po podatkih Statističnega urada Republike Slovenije na dan 1. januarja 2010 uporabljalo 84 oseb.

## Znani nosilci priimka
- Franc Kangler (*1965), politik, poslanec, mariborski župan
- Milan Kangler, policist, veteran vojne za Slovenijo